# Grudge Match
Grudge Match (bra: Ajuste de Contas; prt: Grudge Match - Ajuste de Contas) é um filme estadunidense de 2013 dos gêneros comédia e esporte, dirigido por Peter Segal e estrelado por Sylvester Stallone e Robert De Niro como dois lutadores envelhecidos de boxe que entram no ringue para uma última luta. O lançamento foi anteriormente programado para 10 de janeiro de 2014, mas foi antecipado para 25 de dezembro de 2013.

## Sinopse
Dois aposentados lutadores de boxe de Pittsburgh, Billy "The Kid" McDonnen (De Niro) e Henry "Razor" Sharp (Stallone), têm um inquieto rancor há 30 anos. Ela gira em torno do fato de que Razor foi aposentado na noite anterior a sua luta pelo título, destruindo, assim, ambas as suas carreiras. Agora eles têm a oportunidade de obter a pontuação mesmo com uma última revanche, será difícil manter o foco enquanto eles estão explodindo em redes sociais e lutando fisicamente com sua idade e treinamento.

## Elenco
- Sylvester Stallone como Henry "Razor" Sharp[6]
- Robert De Niro como Billy "The Kid" McDonnen[6]
- Alan Arkin como Lightning[7]
- Kevin Hart como Dante Slate, Jr.[7]
- Jon Bernthal como B.J.[8]
- Kim Basinger como Sally Rose[7]

## Produção
As filmagens começaram em Nova Orleães, Louisiana, no final de 2012 e envolveu até março de 2013 enquanto várias gravações diferentes foram estabelecidas no centro de Pittsburgh e na Edgar Thomson Steel Works foram gravadas na região metropolitana de Pittsburgh. Um trailer foi lançado em 12 de setembro de 2013.